# 警察署長 (漫画)
『警察署長』（けいさつしょちょう）は、たかもちげんによる青年漫画。『こちら本池上署』として2002年〜2005年にナショナル劇場でテレビドラマ化された。
たかもちの死去による絶筆で半年余りで連載終了となったが、1年半後にアシスタントだったやぶうちゆうきに引き継がれて連載が再開した。単行本は両者合わせて全15巻が刊行。2016年12月にぶんか社から単行本が電子書籍化。2021年1月には単行本未収録だった連載末期の特別編も網羅のうえ、描きおろし表紙による「警察署長シリーズ 完全版」の電子書籍が文芸春秋より発刊した。

## 概要

### たかもちげんによるもの
「モーニング」（講談社）にて1999年10月28日号より連載開始した。2000年4月頃からたかもちの療養のため、同年5月発売の号より長期休載状態となる。たかもちは同年7月5日に大腸癌により逝去した。連載当初、既に癌に冒されていたことを承知の上で執筆にあたっており、休載前の24話で絶筆となった。没後に「モーニング」誌上で訃報を掲載の上、未完のまま連載は終了となった。
主人公・椎名啓介らの推理や頓知で解決に導く。取り上げられる事件は殺人・窃盗（スリ）・保険金詐欺・偽装結婚・暴力団関係など多岐にわたり、比較的サスペンス要素が強い。代理母出産（2話・1999年11月4日号）や重機によるATM強奪（銀行強盗）・オレオレ詐欺をストーリーに盛り込むなど（2000年・3巻収録）、時代に対して先見の明があったとされる。

### やぶうちゆうきによるもの

#### 追悼読切
たかもちの逝去から半年余り経過した2001年2月発売の「モーニング」9号にて「たかもちげん氏追悼読切」と銘打って、たかもちのアシスタントをしていたやぶうちゆうきが、「たかもちげん×やぶうちゆうき」名義で「誘拐捜査」（単行本4巻・文庫版3巻に収録）を巻中カラーで読切掲載する。

#### 再連載
2001年5月より脚本担当の高原泉を加え、再び連載が開始された。追悼読切ではたかもちの作画と遜色なく、あたかもたかもちが生前描いたように見間違えるほどの出来であったが、この再連載からはやぶうち版などと言われているように、椎名ら登場人物の顔つきがたかもち作画とは異なり、徐々に軟らかさのあるものへ変わっている。また、当初は脚本の影響かダイイングメッセージを含めるなど推理ものの傾向があったが、次第に椎名の思いがけもしないアイディアやヒントを署員や地域住民に実践させ、犯人検挙や防犯（犯罪抑止力）の向上といった結果に結びつくストーリーへ転向してゆく。殺人や暴力団関係は取り上げなくなり、窃盗（空き巣）・強盗（ひったくり）関係の事件が多く登場する。
「モーニング」での連載は2003年4月10日発売号まで続き、その後「イブニング」に移籍して連載が続けられ、2004年10月発売号で連載を終了した。引き続き同誌で、物語の舞台を警視庁に広げた続編の『警視正 椎名啓介』へ、本池上の登場人物などの世界観も引き継がれている。
連載の後期及び『警視正〜』はたかもちの設定から大きく逸脱し、地域と自治体の犯罪抑止に関してのストーリーが中心となっている。
警察署長（やぶうち版）の特別編として、2003年に『警察学校物語』が本編と並行して短期間「イブニング」に同時連載された。中村あずさを主人公とし、短大生が女性警察官になるまでの様子を描いている。警察学校の授業風景や寮生活などがわかるようになっている。監修は元警察官の飯塚訓。

## 登場人物
椎名啓介（しいな けいすけ）
主人公、警視正。母子家庭で育つが東京大学法学部卒。国家公務員試験I種をトップで合格し、警察庁へ。キャリアとして警視庁への異動を経て出世街道を突き進むが「ある事件」をきっかけに出身地を管轄に持つ本池上署長に。警察では異例とされる出身地の所轄で11年にも渉る長期勤務であることから昼行灯と呼ばれているが、頭脳明晰である。
たかもち版では、年齢相応の中年オヤジといった雰囲気で描かれ、会議で寝る・寝ぼけるなど昼行灯な性格が強調されていたが、やぶうち版では職務中に寝る描写はなくなると同時に、頭脳明晰さが強調されるようになる。また、徐々に柔らかく若々しい顔つきに変わり、温和な性格となっている。
『警察署長』の最終回で警視庁第一方面本部長への異勤が内定し、続編『警視正 椎名啓介』からは同職。異動後も署長官舎から近くのマンションへ引越し、本池上在住を継続。就任当初から射撃訓練を奨励している。既婚者で1児の父。柔道六段。
『こちら本池上署』で同役を演じた高嶋政伸はたかもち版と顔つきが近い。
椎名英子（しいな えいこ）
椎名啓介の妻で絵本作家。旧姓、犬飼。東京大学文学部卒で、椎名とは大学時代に知り合う。椎名が署長となった2年後に、周辺の事情から披露宴を挙げずに婚姻するが、本池上商店街の人に迎えられ人前式をする。
椎名由美（しいな ゆみ）
啓介と英子の子供。5〜6歳の幼稚園児。
堂上洸一（どうがみ こういち）
警視庁第一方面本部長。椎名とは同期の間柄で親友でもある。
青柳十三（あおやぎ じゅうぞう）
本池上署副署長。ノンキャリアの警視。柔道五段。趣味は陶芸鑑賞。
篠田三郎（しのだ さぶろう）
本池上署刑事課主任。巡査部長。いわゆる叩き上げの刑事。水木・前田の教育係である。
堀内純子（ほりうち じゅんこ）
本池上署生活安全課家事相談係主任。巡査部長。署員からは「家事さん」と呼ばれている。警察学校卒業後初任地の本池上署に配属され、35年。
水木健司（みずき けんじ）
本池上署刑事課所属の巡査。国体に出場経験があり、柔道四段。署内の独身寮住まいで、OLの彼女がいるも職業上すれ違いがちである。たかもち版に登場していたが、前田と入れ替わりに警視庁捜査一課へ異動。以後二度と登場しなくなる。
中村あずさ（なかむら あずさ）
本池上署地域課所属の巡査で、女性警察官。実家は佐賀県の駐在所で、短大を卒業する前年の夏に父の働く姿を見直し、警察官を志す。初配属先である本池上署の着任前日に素性を出さずに犯人追跡に協力したことで、女性警察官は交通課配属が通例であるなか椎名の一任で地域課に配属され、信頼を寄せられている。やぶうち版以降は前田や小宮と共に行動することが多い。
前田吾郎（まえだ ごろう）
本池上署刑事課所属の巡査で高卒ノンキャリアの25歳。水木の後任にあたる。子供の頃から刑事志望であり、警察学校卒業後は都内山間部（奥多摩と思われる）の所轄署地域課に配属され、制服警察官として4年間交番に詰めていた。あくる日に自身の推理で窃盗事件を解決して署長推薦が通り、刑事養成講習を経て新米刑事として本池上署に着任した。
やぶうちが作画する特別読切で掲載された「誘拐捜査」（第4巻1話）から相馬と共に本池上署へ異動して来る。署内では唯一の似顔絵捜査官でもある。署内の独身寮で暮らしている。
相馬俊彦（そうま としひこ）
椎名と同じ警察庁キャリアである26歳の警部。前田と同時に本池上署へ赴任し、刑事課長代理を務める。その傍ら、警察庁上層部から椎名の監視を命ぜられ諜報活動をしているが、椎名に見破られている。最初は椎名の指導力や行いに懐疑的であったが、徐々に好意的なものへ変わっている。現場の捜査指揮は篠田に委ねている。前田が初めて見た同世代の警察キャリアでもある。
細谷直樹（ほそや なおき）
本池上署刑事課鑑識係所属の巡査部長。第10巻から登場。同署の鑑識は細谷一人のため、状況によっては轢き逃げ等への交通鑑識も行なう。
小宮（こみや）
本池上署地域課所属の巡査。後期より登場。中村の後輩にあたる。
江口加奈子（えぐち かなこ）
警察学校物語に登場。大阪府出身。警視庁麻布署交通課巡査。
竹下雪乃（たけした ゆきの）
警察学校物語に登場。福島県出身。警視庁元富士署生活安全課巡査。
清水友恵（しみず ともえ）
警察学校物語に登場。埼玉県出身。警視庁上東署交通課巡査。
宮本憲一（みやもと けんいち）
毎朝新聞の記者で、入社1年目。本池上署がある城南地区の担当。

## コミックス
モーニングKC
- たかもちげん「警察署長」1〜3巻
3巻前半で本作が絶筆となり、3巻後半にはたかもちの読切作品「逃げて晴れ晴れ」「ザ・キング」が収載されるとともに、巻末に追悼メッセージが掲載されている。
- 原案:たかもちげん 脚本:高原泉 作画:やぶうちゆうき「警察署長」4〜11巻

イブニングKC
- 原案:たかもちげん 脚本:高原泉 作画:やぶうちゆうき「警察署長」12巻
- 原案:たかもちげん 作画:やぶうちゆうき「警察署長」13〜15巻

### 文庫版
テレビドラマ化に合わせて、番組名のタイトルを併記している。5巻以降の続刊はされていない。
講談社漫画文庫
- たかもちげん「TVドラマ こちら本池上署 原作マンガ －警察署長－」1〜2巻 （2003年12月）
- 原案:たかもちげん 脚本:高原泉 作画:やぶうちゆうき「TVドラマ こちら本池上署 原作マンガ－警察署長－」3〜4巻 （2004年1月）